# Tiviänlampi
Tiviänlampi är en sjö i kommunen Parikkala i landskapet Södra Karelen i Finland. Arean är 49 hektar och strandlinjen är 3,51 kilometer lång. Sjön  ingår i Hiitolanjokis huvudavrinningsområde.   Den ligger omkring 89 km nordöst om Villmanstrand och omkring 290 km nordöst om Helsingfors. 